# Papierfabrik Winden

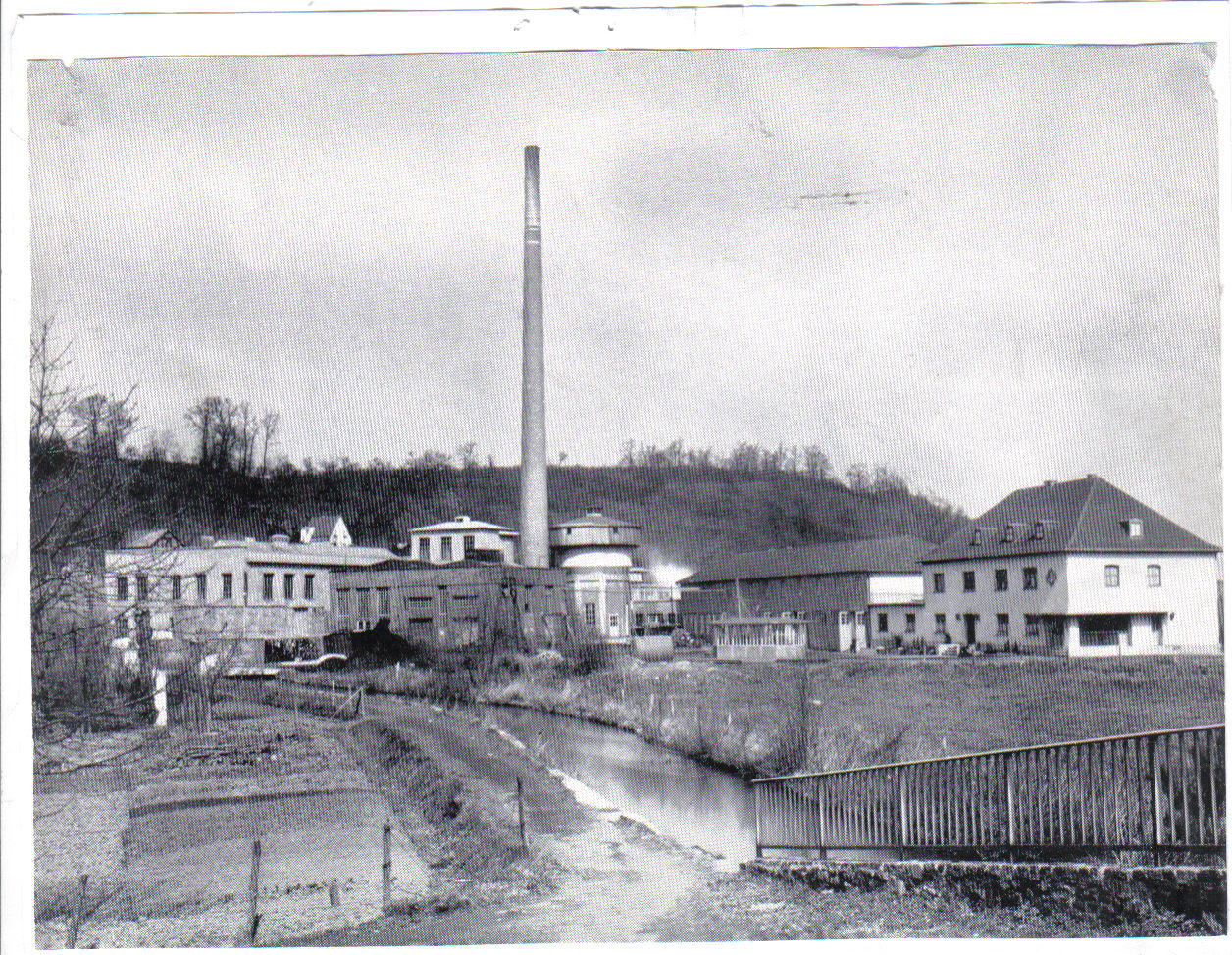
Papierfabrik Kayser 1955

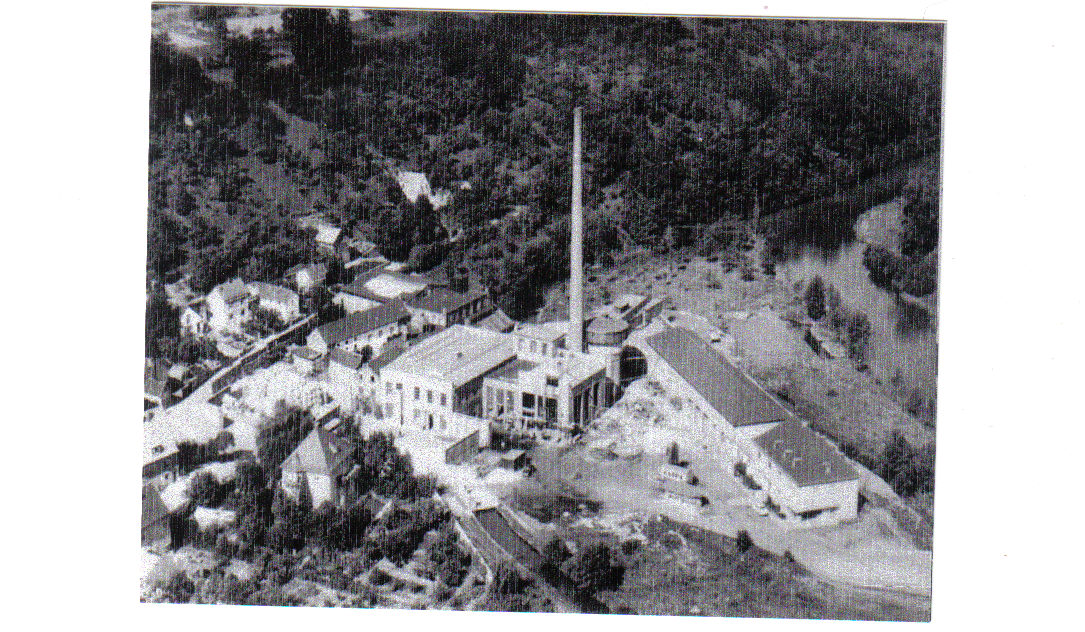
Luftansicht der Fabrik 1968

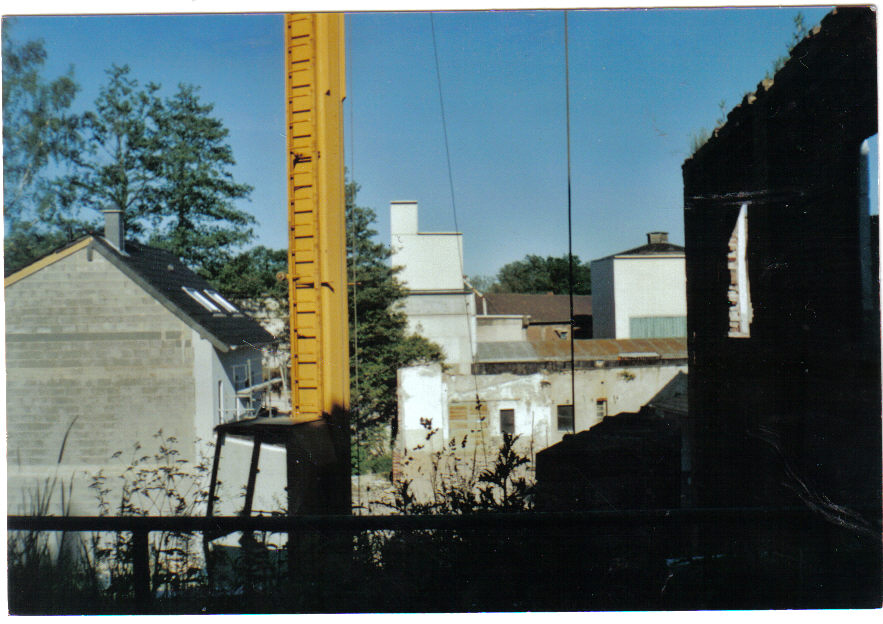
Nach dem ersten Abbruch 2006

Die Papierfabrik Winden, auch Papierfabrik I.H.Kayser, war eine Papierfabrik zwischen Winden und Kreuzau links der Rur. Sie musste 2008 einem Einkaufszentrum weichen. Das Besondere an der Fabrik war, dass die Konzession von Napoléon Bonaparte persönlich genehmigt wurde.

## Geschichte
Der Ort Winden liegt ungefähr 8 km südwärts von Düren, links der Rur. Ursprünglich wurde der Ort durch den Weinbau bekannt. Fabriken gab es damals in Winden noch nicht. Die Rur wird bei ihrem Lauf durch den Kreis Düren von zahlreichen Mühlenteichen begleitet (siehe Mühlenteiche im Altkreis Düren). In der Gegend der Fabrik fließen rechts der Rur der Oberschneidhausener Teich, der Kreuzau/Niederauer Teich und der Dürener Teich, zur linken Seite der Hochkoppler Teich, der Windener und der Lendersdorfer Teich. Der Windener Teich wurde im Jahre 1732 gegraben. Er diente zum Betrieb einer Kupferhütte, erbaut durch den hessischen Soldaten Martin Jung. Die Kupferhütte wurde schon 1744 geschlossen.
Laurenz Heidbüchel aus Winden erlernte in der Hoeschmühle das Papiermüllerhandwerk und strebte den Betrieb einer eigenen Papiermühle an. Er stellte am 28. August 1804 den Antrag auf dem „Vieux fosse’“ (alter Graben) bei Winden eine Papiermühle zu errichten. Heidbüchel musste damit rechnen, dass die Müller des Lendersdorfer Teiches auf sein Vorhaben Einspruch erhoben. Der Präfekt erteilte die Genehmigung am 4. Oktober 1805 aufgrund des positiven Protokolls des Ingenieurs. Napoleon genehmigte am 12. Juli 1807 die Konzession persönlich. Heidbüchel übernahm sich beim Bau der Mühle; er unterschrieb am 20. Februar 1807 einen Schuldschein an den Christian Wergen aus Gey. Außerdem hatte die Windener Papiermühle neben Heidbüchel noch Mitbesitzer, bei denen Heidbüchel Schulden hatte. Einer der Schuldner, Sigismund Blaesius, stellte den Antrag, auf dem Hundspohl bei Winden eine Papiermühle zu errichten. Was aus dem Vorhaben wurde, ist nicht bekannt. Christian Wergen übertrug seine Schuldforderungen auf Johann Wergen, der dann zur Zwangsversteigerung schritt. Der Ausgang der Zwangsversteigerung ist unbekannt geblieben.
Trotzdem hat Heidbüchel wohl Eigentumsrechte an der Mühle behalten, denn am 2. Mai 1811 verpachtete er die Mühle seinem Sohn. Auf einmal war Christian Wergen der Besitzer der Windener Papiermühle. Die Ursache ist unbekannt. 1816 waren acht ständige Arbeiter und vier nach Bedarf an zwei Bütten und einem Zylinder beschäftigt. Die Papiermühle stellte seinerzeit gemeines (= normales) Packpapier her. Dann trat ein bedeutsamer Besitzerwechsel in der Geschichte der Mühle ein. Am 4. Mai 1817 verkaufte Christian Wergen seinen Anteil an Peter-Joseph Kayser aus Gürzenich. 1833 kaufte Peter-Joseph Kayser die Anteile der Kinder des Gründers auf und war nun Alleineigentümer.
Die Papiermühle wurde unter der Leitung von Kayser um einiges moderner. Ein Wandel zum modernsten Betrieb der Zeit kam um 1844, als seine Witwe Maria Katharina geb. Krafft den Betrieb leitete. Diese übertrug die Fabrik ihrem einzigen Sohn Heinrich August Kayser, der 1849 die erste Papiermaschine aufstellte. 1871 stellte Kayser einen neuen Dampfkessel und eine Rundsiebmaschine auf. Damit war die Zeit der Blattschöpfung aus der Bütte auch in Winden vorbei. Auf dem Briefkopf der Fabrik stand nunmehr Maschinenpapier-Fabrik. Damals stellte man neben dem üblichen Grau-Papier auch Tauen-Papier her. Kayser baute 1898 die Rundsiebmaschine in eine Langsiebmaschine um. Er stellte zusätzlich eine Dampfmaschine mit 20 PS auf. 1910 tauschte Kayser das alte Holzrad gegen eine Francis-Wasserturbine mit 100 PS Leistung aus. Nach dem Tod von Heinrich August Kayser 1913 übernahmen seine Söhne August und Peter Kayser die Fabrik. 1914 stellte man eine LANZ-Lokomobile mit 140 bis 180 PS auf. Die tägliche Produktion stieg 1915 von 2 t auf 8 t.
Mit dem Beginn des Ersten Weltkrieges 1914 rückte ein Teil der Belegschaft ins Feld, auch August Kayser, im Glauben an eine gerechte Sache. Peter Kayser betreute in diesen Jahren den Betrieb. Nach der Zerstörung im Jahr 1917 legte man die Fabrik still; 1919 nahm man den Betrieb wieder auf. 1921 baute man das Tüten- und Verarbeitungswerk im Richelnberg. 1920 waren in der Papierfabrik 49 Personen angestellt. Während der Inflation 1923 konnte das Werk nur unter erheblichen Schwierigkeiten über Wasser gehalten werden. Nach dem Tod von Peter Kayser war August Kayser nun Alleinbesitzer. 1932 pachtete Kayser mit seinem Schwager die Papierfabrik Oberschneidhausen. Ein Kauf gelang nicht. Dafür konnte man die Fabrik in Niederau 1933 in Besitz nehmen. 1933 baute man in Winden ein neues Maschinenhaus. Nun wurde eine Tagesleistung von 10.000 kg Packpapier erreicht. Die 1930er Jahre waren voller Tatendrang und ein Aufblühen der kleineren Fabriken. Exportländer der Windener waren Holland, Marokko, Palästina u. a.
1939 begann das NS-Regime den Zweiten Weltkrieg. Wieder ging ein Teil der Belegschaft zum Kriegsdienst. 1940 errichtete man eine Betonkläranlage mit 360 m³ Fassungsvermögen. Der endgültige Stillstand war 1944. Die Windener Bevölkerung trat den Weg in die Evakuierung weit bis nach Rathenow bei Berlin an.
Das Werk stand nun verwaist am Rande der Schlacht im Hürtgenwald (6. Oktober 1944 bis 10. Februar 1945). Im Februar erzeugten Pioniere der Wehrmacht ein künstliches Hochwasser der Rur; am 23. Februar gelang US-Truppen in der Operation Grenade der Übergang über die Rur.
Nach dem Zusammenbruch des Deutschen Reiches durfte unter anderen auch die Familie Kayser wieder in die Heimat bei Kreuzau. Die Fabrik war bis auf die Umfassungsmauern ausgebrannt; Frost im sehr kalten und langen Winter 1944/45 zerstörte Pumpen, Ventile und Maschinen.
Mit mühevoller Arbeit gelang der Wiederaufbau.
Von 1945 bis 1946 versorgte die Fabrik J.H.Kayser Winden und Teile von Kreuzau mit Strom. Als schweres Hemmnis für den Wiederaufbau wirkte sich aus, dass August Kayser unter das Gesetz 52 der Militärregierung fiel (Verbot zur Betreuung eines Vermögens/eines Betriebes) und den Betrieb ein Jahr lang nicht betreuen und nicht betreten durfte. Im November 1945 durfte durch die Genehmigung der englischen Besatzungsmacht die Tütenfabrik wieder betrieben werden. Nach großen Anstrengungen lief die Papierproduktion im Juni 1948 wieder auf vollen Touren. Bereits 1949 war der Vorkriegsstand wieder erreicht. 1950 stellte man täglich 18 t Bastpapier her. 1951 kaufte man zwei neue Kreuzbodenbeutelmaschinen dazu. Längsseits der Rur entstanden 1951 moderne Werkshallen, Autogaragen für PKWs und LKWs, eine neue Schlosserei und ein neuer Büroneubau mit zwei Werkswohnungen. Ebenso entstand "Im Richelnberg" ein Wohnblock mit insgesamt 8 Wohnungen für Mitarbeiter. Im September 1951 stellte man noch einen Stofffänger mit 300 m³ Fassungsvermögen auf. Im Frühjahr 1954 baute man die geräumige Papiermaschinenhalle II. für die gleichnamige Papiermaschine mit 230 cm Arbeitsbreite. Im selben Jahr begann man mit der Montage eines neuen Hochdruckkessels mit 42 atü (heute bar).
1955 arbeiteten 154 Leute in der Fabrik Kayser in Winden. 1964 bis 1968 baute man den Kollergang neu. 1969 baute man eine neue Halle über den Fabrikenteich, die später nach dem Stillstand des Werkes als Tennishalle benutzt wurde. 1973 war die letzte Modernisierung, doch der Fabrikbesitzer Rolf Kayser konnte seine Schulden nicht zurückbezahlen. 1976 starb der Vater August Kayser. Rolf Kayser ließ 1977 die letzte Halle bauen. 1978 musste er Konkurs anmelden; 257 Arbeiter verloren ihren Arbeitsplatz. 1980 verkaufte Kayser an Cord Droese (heute – 2009 – Versicherungsmakler in Nörvenich). Dieser verkaufte die Schlosserei an die Firma Minoss Tiernahrung. In den Jahren 1986 bis 1999 tat sich auf dem Areal wenig. Ab 1999 verkaufte ein Privathandel dort für kurze Zeit Motorräder. 2002 entfernte man den Fabrikschornstein. 2005 riss man die Gebäude Im Richelnberg ab (Tütenfabrik, Bauernhof, Wohnhaus von Karolina und Josephine Kayser). Auf dem abgerissenen Platz errichtete man 2006 moderne Wohnhäuser. 2007 kaufte eine holländisch-deutsche Projektentwicklungsfirma das gesamte Areal und plante den Bau eines Einkaufszentrums. Dieser Plan scheiterte fast, weil das Areal inzwischen in viele kleine Parzellen aufgeteilt worden war. Doch die Eigentümer willigten ein und man realisierte das Projekt.
Der letzte Bewohner, Cord Droese, zog im August 2008 vom ehemaligen Büro der Fabrik Kayser nach Kreuzau. Am 7. September 2008 begann man mit dem Abriss der noch erhalten gebliebenen Gebäude. Schon im November konnte man mit dem Bau des neuen Einkaufszentrums beginnen. Es wurde im Mai 2009 fertiggestellt. Von der Fabrik Kayser blieben die Umfassungsmauern und ein Teil der Tütenfabrik, das Pumpenhäuschen und die Villa Kayser, die sich in Privatbesitz befindet, übrig.